# Selborne Country Club
De Selborne Country Club is een countryclub in Pennington (KwaZoeloe-Natal), Zuid-Afrika. De club is opgericht in 1987 en heeft een 18-holes golfbaan met een par van 72.
De club wordt uitgebaat door een lokale hotelresort en naast een golfbaan, zijn er ook tennisbanen, een kleine casino en een zwembad aanwezig op de resort.
De golfbaan werd ontworpen door de golfbaanarchitect Dennis Barker.

## Golftoernooien
- Vodacom Series: 1997 & 1999
- Vodacom Origins of Golf Tour: 2006-2009, 2012 & 2013
- South African Women's Open: 2012